# Влазнія (жіночий футбольний клуб)
Футбольний клуб «Влазнія» або просто «Влазнія» (алб. Klubi I futbollit Vllaznia Shkodër) — професіональний албанський жіночий футбольний клуб з міста Жубан Шкодер.

## Історія
Команда створена влітку 2013 року, поглинувши значну частину гравців та персоналу триразового чемпіона Албанії Ади Веліпоє після того, як клуб вирішив не брати участь у наступному сезоні.
Вже в сезоні 2013/14 років «Влазнія» довела, що може повторити успіх свого попередника. Команда оформила «золотий дубль» (виграла чемпіонат та кубок країни). У національному чемпіонаті «Влазнія» набрала 52 очки (17 перемог та 1 нічия) й на 6 очок випередила «Кіностудіо». У фіналі ж національного кубку з рахунком 7:1 обіграла «Жубан Данью». Вдалі виступи у національному чемпіонаті також гарантували їй вперше вихід до жіночої Ліги чемпіонів УЄФА на сезон 2014/15 років.
Протягом наступних сезонів команда зміцнила своє лідерство, ще 7 разів вигравала «золотий дубль» та закріпилася як беззаперечний лідер чемпіонату Албанії. У сезоні 2020/21 років «Влазнія» без жодної поразки виграла чемпіонат (22 перемоги, 160 забитих м'ячів та лише з 7-ма пропущеними м'ячами) й представляв жіночий футбол Албанії в Лізі чемпіонів. 

## Досягнення
- Жіночий чемпіонат Албанії
  -  Чемпіон (12): 2013/14, 2014/15, 2015/16[2][3], 2016/17, 2017/18, 2018/19, 2019/20, 2020/21, 2021/22, 2022/23, 2023/24, 2024/25

- Жіночий кубок Албанії
  -  Володар (6): 2013/14[4], 2014/15, 2015/16, 2016/17, 2017/18, 2018/19, 2019/20, 2020/21.

## Статистика виступів у єврокубках
| Сезон   | Змагання       | Раунд                        | Суперник               | Результат        |
| ------- | -------------- | ---------------------------- | ---------------------- | ---------------- |
| 2011–12 | Ліга чемпіонів | кваліфікаційний раунд        | ПК-35 Вантаа           | 0–10             |
| 2011–12 | Ліга чемпіонів | кваліфікаційний раунд        | «Унія» (Рациборж)      | 0–8              |
| 2011–12 | Ліга чемпіонів | кваліфікаційний раунд        | «Слован» (Братислава)  | 0–16             |
| 2012–13 | Ліга чемпіонів | кваліфікаційний раунд        | «Житлобуд-1» (Харків)  | 1–14             |
| 2012–13 | Ліга чемпіонів | кваліфікаційний раунд        | «Аполлон» (Лімассол)   | 0–21             |
| 2012–13 | Ліга чемпіонів | кваліфікаційний раунд        | «КІ Клаксвік»          | 1–11             |
| 2013–14 | Ліга чемпіонів | кваліфікаційний раунд        | «Бобруйчанка»          | 1–3              |
| 2013–14 | Ліга чемпіонів | кваліфікаційний раунд        | «Унія» (Рациборж)      | 0–7              |
| 2013–14 | Ліга чемпіонів | кваліфікаційний раунд        | «Помур'є»              | 0–13             |
| 2014–15 | Ліга чемпіонів | кваліфікаційний раунд        | «КІ Клаксвік»          | 2–1              |
| 2014–15 | Ліга чемпіонів | кваліфікаційний раунд        | «Аполлон» (Лімассол)   | 0–0              |
| 2014–15 | Ліга чемпіонів | кваліфікаційний раунд        | «Гінтра Універсітетас» | 0–5              |
| 2015–16 | Ліга чемпіонів | кваліфікаційний раунд        | «Мінськ»               | 0–3              |
| 2015–16 | Ліга чемпіонів | кваліфікаційний раунд        | СФК 2000               | 0–5              |
| 2015–16 | Ліга чемпіонів | кваліфікаційний раунд        | «Конак Беледієспор»    | 1–5              |
| 2016–17 | Ліга чемпіонів | кваліфікаційний раунд        | «Цюрих»                | 0–3              |
| 2016–17 | Ліга чемпіонів | кваліфікаційний раунд        | «Помур'є»              | 1–6              |
| 2016–17 | Ліга чемпіонів | кваліфікаційний раунд        | «Слован» (Братислава)  | 1–2              |
| 2017–18 | Ліга чемпіонів | кваліфікаційний раунд        | СФК 2000               | 1–0              |
| 2017–18 | Ліга чемпіонів | кваліфікаційний раунд        | ПАОК                   | 0−1              |
| 2017–18 | Ліга чемпіонів | кваліфікаційний раунд        | «Беттембург»           | 2−0              |
| 2019–20 | Ліга чемпіонів | кваліфікаційний раунд        | «Вексфорд Ютс»         | 3–1              |
| 2019–20 | Ліга чемпіонів | кваліфікаційний раунд        | «Біркіркара»           | 1−0              |
| 2019–20 | Ліга чемпіонів | кваліфікаційний раунд        | «Гінтра Універсітетас» | 1−1              |
| 2019–20 | Ліга чемпіонів | 1/16 фіналу                  | «Фортуна» (Йоррінг)    | 0−1 (Д), 0−2 (В) |
| 2020–21 | Ліга чемпіонів | Перший кваліфікаційний раунд | ALG Spor               | 3–3 (3–2 пен.)   |
| 2020–21 | Ліга чемпіонів | Другий кваліфікаційний раунд | «Мінськ»               | 0–2              |
| 2021–22 | Ліга чемпіонів | 1-й раунд                    | «Ференцварош»          | 0−0 (3–1 пен.)   |
| 2021–22 | Ліга чемпіонів | 2-й раунд                    | «Ювентус»              | 0−2 (Д), 0−1 (В) |

## Відомі тренери
- Фатмір Ахшані та Гава Ахшері (2010—2013)
- Селамі Пепай (25 червня 2013—)